# (4398) Chiara
(4398) Chiara (1984 HC2) – planetoida z grupy pasa głównego asteroid okrążająca Słońce w ciągu 3,64 lat w średniej odległości 2,37 j.a. Odkryta 23 kwietnia 1984 roku.